# Sarkofag iz Amathusa
Sarkofag iz Amathusa je ciprski sarkofag, v katerem je verjetno bil kralj Amathusa. Njegove stranice prikazujejo prizore procesije in simbolizirajo ciprski, grški in feničansko-bližnjevzhodni slog iz sredine 5. stoletja pred našim štetjem. Sarkofag je izkopal Luigi Palma di Cesnola in je trenutno v Metropolitanskem muzeju umetnosti.